# ماكس هولواي
جيروم ماكس كيلي هولواي (بالإنجليزية: Jerome Max Keli'i Holloway؛ مواليد 4 ديسمبر 1991) هو مُقاتل فنون قتالية مختلطة أمريكي. يُنافس حاليًا في فئتي وزن الريشة والوزن الخفيف في يو إف سي، حيث هو بطل يو إف سي الحالي للقب الرمزي «بي إم إف» وبطل يو إف سي السابق لوزن الريشة. أصبح هولواي محترفًا منذ عام 2010، وأصبح بطل يو إف سي لوزن الريشة عندما هزم خوسيه ألدو في 3 يونيو 2017، قبل أن يدافع عن اللقب ثلاث مرات. اعتبارًا من 20 أغسطس 2024، هو رقم 2 في تصنيفات وزن الريشة في يو إف سي، واعتبارًا من 16 أبريل 2024، هو رقم 9 في تصنيفات الوزن الخفيف في يو إف سي، ورقم 8 في تصنيف يو إف سي لأفضل المقاتلين في جميع الأوزان.

## الخلفية
ولد هولواي في هونولولو، هاواي، ونشأ فيها وايانا، وهي منطقة معروفة بالقتال بالأيدي. وهو من أصل هاوائيون وساموا الأصليين. كان والدا هولواي من متعاطي المخدرات بكثرة، وكانت والدته ميسي كابوي من مستهلكي الميثامفيتامين الكريستالي والتي تعافت منه لاحقًا. غادر والده، مارك هولواي، الذي كان يسيء معاملة والدته باستمرار، عندما كان ماكس يبلغ من العمر 11 عامًا تقريبًا. بدأ التدريب على الكيك بوكسينغ في عام 2007 في نهاية سنته الثانية، وعمره 15 عامًا، من فريق قاس، واستمر في الفوز بأول نزال له مع الهواة في هذه الرياضة بعد ثلاثة أيام من التدريب. تخرج من مدرسة وايانا الثانوية في عام 2010.

## مسيرته في فنون القتال المختلطة

### مسيرته المبكرة
في سن التاسعة عشرة، كان هولواي قد جمع سجل 4–0. حصل على الاعتراف باعتباره احتمال وزن الريشة رقم 7 لعام 2012 في تقرير الكشافة العالمي لفنون القتال المختلط لعام 2012 الخاص بـ الكوع الدامي وتمت مقارنته مع مقاتل يو إف سي السابق وبطل وورلد إكستريم كايج فايتينج السابق للوزن الخفيف أنطوني باتيس، نظرًا لقدرته على دمج مجموعة واسعة من الركلات الطائرة والدورانية والركبتين والركلات. المرفقين في لعبه الرائع.
تم تسليط الضوء على حياته المهنية المبكرة من خلال فوزه بقرار منقسم على مقاتل القوة الضاربة ووورلد إكستريم كايج فايتينج المخضرم هاريس سارمينتو في 12 مارس 2011، ليحصل على حزام الوزن الخفيف لمنظمة إكس-1 ومقرها هاواي.

### يو إف سي

#### 2012
كان هولواي أصغر مقاتل في قائمة يو إف سي عندما ظهر لأول مرة كبديل للمصاب ريكاردو لاماس في يو إف سي 143 في 4 فبراير 2012، ضد داستن بورييه. لقد خسر النزال عن طريق الإخضاع في الجولة الأولى.

#### 2013
واجه هولواي دينيس بيرموديز في 25 مايو 2013، في يو إف سي 160. خسر المعركة بشكل مثير للجدل من خلال قرار منقسم. سجل 11 من أصل 11 إعلاميًا المعركة لصالح هولواي.
واجه هولواي كونور كونر ماكغريغور في 17 أغسطس 2013 في يو إف سي ليلة القتال 26. وخسر النزال بقرار القضاة بالإجماع.

#### 2014
واجه هولواي الوافد الجديد للمنظمة ويل تشوب في 4 يناير 2014، في يو إف سي ليلة القتال 34. فاز هولواي بالقتال عبر الضربة الفنية القاضية في الجولة الثانية. أدى الفوز أيضًا إلى حصول هولواي على أول مكافأة له في جائزة الضربة القاضية لليلة.

#### 2015
واجه هولواي كول ميلر في 15 فبراير 2015 في يو إف سي ليلة القتال 60. فاز هولواي بقرار القضاة بالإجماع.

#### 2016
واجه هولواي ريكاردو لاماس في 4 يونيو 2016 في يو إف سي 199. وفاز بقرار القضاة بالإجماع.

#### 2022
كان من المقرر أن يواجه هولواي ألكسندر فولكانوفسكي على لقب بطولة يو إف سي لوزن الريشة في 5 مارس 2022، في يو إف سي 272. ومع ذلك، بعد يوم واحد من إعلان النزال، اضطر هولواي إلى الانسحاب من الحدث بسبب الإصابة. تمت إعادة جدولة نزال الثلاثية ليُقام في يو إف سي 276 في 2 يوليو 2022. وخسر هولواي النزال بقرار القضاة بالإجماع.

#### 2023
واجه هولواي أرنولد ألين في 15 أبريل 2023 على يو إف سي على إي إس بي إن 44. وفاز بالقتال بقرار القضاة بالإجماع.
ومن المقرر أن يواجه هولواي تشان سونغ جونغ في 26 أغسطس 2023 في يو إف سي على إي إس بي إن 52. فاز بالنزال عن طريق الضربة القاضية في بداية الجولة الثالثة. أكسبه هذا القتال مكافأة قتال الليلة.

#### 2024

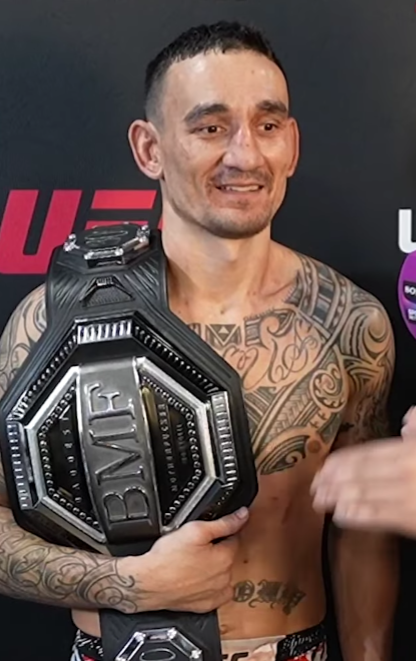
هولواي مع حزام «بي إم إف»

واجه هولواي جاستن غيثي في نزال بالوزن الخفيف في 13 أبريل 2024 في يو إف سي 300 على لقب الأشرس الرمزي. فاز هولواي ببطولة «بي إم إف» بالضربة القاضية في الثانية الأخيرة من الجولة الخامسة، معادلاً الرقم القياسي لأبعد فوز بالضربة القاضية في تاريخ يو إف سي. نظرًا لزيادة يو إف سي لمكافآت ما بعد القتال من 50،000 دولار إلى 300،000 دولار لهذا الحدث، فقد أكسبه هذا النزال مكافأة أداء الليلة بقيمة 300،000 دولار ومكافأة قتال الليلة بقيمة 300،000 دولار بإجمالي 600،000 دولار.
واجه هولواي البطل إيليا توبوريا على لقب بطولة يو إف سي لوزن الريشة في 26 أكتوبر 2024، في حدث يو إف سي 308. خسر القتال بالضربة القاضية في الجولة الثالثة، مما أدى إلى الخسارة الأولى في مسيرته الأولى بالضربة القاضية.

#### 2025

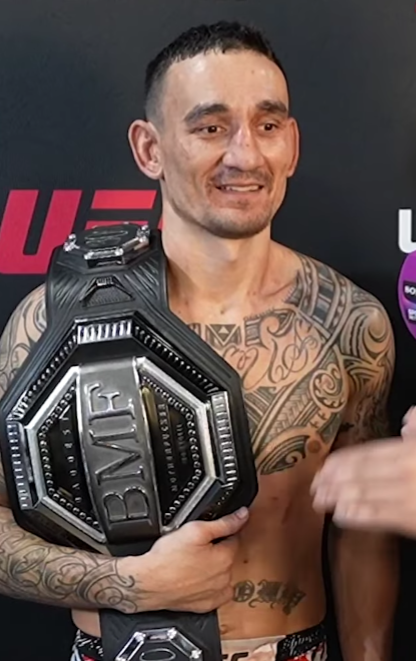
Holloway with the BMF belt

في فبراير 2025، أكد هولواي عبر تويتر أنه سيبقى في الوزن الخفيف بشكل دائم.
دافع هولواي عن لقب الأشرس الرمزي ضد بطل يو إف سي للوزن الخفيف السابق داستن بورييه في نزال الثلاثية في 19 يوليو 2025 في حدث يو إف سي 318، والذي كان نزال اعتزال لبورييه.فاز هولواي بالقتال بقرار القضاة بالإجماع.

## حياته الشخصية
تزوج هولواي من صديقته كايمانا بالوهي في عام 2012، وأنجب منها ابنًا واحدًا هو راش هولواي. انفصل الزوجان في عام 2014 قبل الطلاق في عام 2017. وبدأ هولواي بمواعدة راكبة الأمواج المحترفة من هاواي أليسا كويزون في أوائل عام 2020 وتزوجا في 16 أبريل 2022.

## البطولات والإنجازات
- يو إف سي
  - بطولة يو إف سي لوزن الريشة (مرة واحدة؛ سابقًا)
    - ثلاثة دفاعات ناجحة عن اللقب

  - بطولة يو إف سي لوزن الريشة المؤقت (مرة واحدة)
    - أعلى فارق ضربات مؤثرة في تاريخ بطولة يو إف سي (+180 ضد برايان أورتيغا)[57]
    - ثالث أكبر عدد من الانتصارات على اللقب في تاريخ فئة وزن الريشة في يو إف سي (5)[58]
    - أول أمريكي يفوز بلقب بطولة يو إف سي لوزن الريشة

  - جائزة الضربة القاضية لليلة (مرة واحدة) ضد ويل تشوب[29]
  - قتال الليلة (سبع مرات) ضد خوسيه ألدو، برايان أورتيغا، داستن بورييه، كالفن كتار، يائير رودريغيز، تشان سونغ جونغ، وجاستن غيثي[59][60][61][62][63][64]
  - أداء الليلة (خمس مرات) ضد أكيرا كوراساني، كوب سوانسون، أنطوني باتيس، برايان أورتيغا، وجاستن غيثي[60][64][65][66][67]
    - بالشراكة مع (كوب سوانسون & يائير رودريغيز) الأكثر حصولا على مكافآت ما بعد القتال في تاريخ فئة وزن الريشة في يو إف سي (9)[68]

  - بالشراكة مع (جون جونز، ديمتريوس جونسون، جورج سانت بيير & حبيب نورمحمدوف) ثالث أطول سلسلة انتصارات في في تاريخ يو إف سي (13)[58]
  - أطول سلسلة انتصارات في تاريخ فئة وزن الريشة في يو إف سي (13)[68]
  - الأكثر فوزا في تاريخ فئة وزن الريشة يو إف سي (19)[69]
    - الأكثر فوزا بالضربة القاضية في تاريخ فئة وزن الريشة يو إف سي (8)[68]

  - الأكثر فوزا بالإنهاء في تاريخ فئة وزن الريشة يو إف سي (10)[70]
  - بالشراكة مع (دارين إلكنز) الأكثر مشاركة في نزالات في تاريخ فئة وزن الريشة يو إف سي (25)[71]
  - أكثر من سدد الضربات الهامة في في تاريخ يو إف سي (3122)[58]
    - أكثر من سدد الضربات الهامة والمؤثرة في تاريخ فئة وزن الريشة في يو إف سي (2817)[58]

  - أكثر من سدد ضربات إجمالا في في تاريخ يو إف سي (3366)[58]
    - أكثر من سدد ضربات إجمالا تاريخ قسم وزن الريشة في يو إف سي (3021)[68]

  - أكثر من قضى وقت قتال في تاريخ فئة وزن الريشة في يو إف سي (6:37:00)[68]
    - ثالث وقت قتال في تاريخ فئة وزن الريشة في يو إف سي (7:15:47)[58]

  - أعلى فرق ضربات مؤثرة في قتال واحد في في تاريخ يو إف سي (+312 ضد كالفن كتار)[57]
    - ثاني أعلى فرق ضربات مؤثرة في قتال واحد في في تاريخ يو إف سي (+180 ضد برايان أورتيغا)[57]

  - أكثر من سدد ضربات مؤثرة في قتال واحد في في تاريخ يو إف سي (+445 ضد كالفن كتار)[72]
    - ثاني أكثر من سدد ضربات مؤثرة في قتال واحد في في تاريخ يو إف سي (+290 ضد برايان أورتيغا)[57]
      - ثاني أكثر من سدد ضربات مؤثرة في قتال في تاريخ فئة وزن الريشة في يو إف سي (+290 ضد برايان أورتيغا)[73]
      - ثالث أكثر من سدد ضربات في قتال واحد في تاريخ فئة وزن الريشة في يو إف سي (+230 ضد يائير رودريغيز)[73]

  - أكثر من سدد محاولات لضربات مؤثرة في قتال واحد في في تاريخ يو إف سي (+744 ضد كالفن كتار)[57]
    - أكثر من سدد محاولات لضربات مؤثرة في قتال واحد في تاريخ الوزن الخفيف في يو إف سي (+446 ضد داستن بورييه)[74]
    - أكثر من سدد محاولات لضربات مؤثرة في قتال واحد في تاريخ وزن الريشة في يو إف سي (+744 ضد كالفن كتار)[73]
    - ثاني أكثر من سدد محاولات لضربات مؤثرة في قتال واحد في تاريخ وزن الريشة في يو إف سي (+490 ضد برايان أورتيغا)[73]

  - أكثر من سدد ضربات المسافة في قتال واحد في في تاريخ يو إف سي (+439 ضد كالفن كتار)[57]
    - ثاني أكثر من سدد ضربات المسافة في قتال واحد في في تاريخ يو إف سي (+281 ضد برايان أورتيغا)[57]
      - ثاني أكبر عدد من الضربات البعيدة المسددة في قتال واحد في تاريخ فئة وزن الريشة في يو إف سي (+281 ضد برايان أورتيغا)[73]
      - ثالث أكبر عدد من الضربات البعيدة المسددة في قتال واحد في تاريخ فئة وزن الريشة في يو إف سي (+187 ضد يائير رودريغيز)[73]

  - أكثر من سدد ضربات مؤثرة للرأس في قتال واحد في في تاريخ يو إف سي (+274 ضد كالفن كتار)[57]
    - أكثر من سدد ضربات مؤثرة للرأس في قتال واحد في تاريخ وزن الريشة في يو إف سي (+274 ضد كالفن كتار)[73]
    - ثاني أكثر من سدد ضربات مؤثرة للرأس في قتال واحد في تاريخ وزن الريشة في يو إف سي (+244 ضد برايان أورتيغا)[73]

  - أكثر من سدد ضربات مؤثرة للجسم في قتال واحد في في تاريخ يو إف سي (+117 ضد كالفن كتار)[57]
    - أكثر من سدد ضربات مؤثرة للجسم في قتال واحد في تاريخ وزن الريشة في يو إف سي (+117 ضد كالفن كتار)[73]
    - ثاني أكثر من سدد ضربات مؤثرة للجسم في قتال واحد في تاريخ وزن الريشة في يو إف سي (+66 ضد يائير رودريغيز)[73]

  - أكثر من سدد ضربات مؤثرة في قتال واحد في تاريخ يو إف سي (+447 ضد كالفن كتار)[57]
    - أكثر من سدد ضربات مؤثرة في قتال واحد في تاريخ وزن الريشة في يو إف سي (+447 ضد كالفن كتار)[73]
    - ثاني أكثر من سدد ضربات مؤثرة في قتال واحد في تاريخ وزن الريشة في يو إف سي (+307 ضد برايان أورتيغا)[73]

  - أكثر من حاول تسديد ضربات في قتال واحد في تاريخ يو إف سي (+746 ضد كالفن كتار)[57]
    - أكثر من حاول تسديد ضربات في قتال واحد في تاريخ الوزن الخفيف في يو إف سي (+473 ضد داستن بورييه)[74]
    - أكثر من حاول تسديد ضربات في قتال واحد في تاريخ وزن الريشة في يو إف سي (+746 ضد كالفن كتار)[73]
    - ثاني أكثر من حاول تسديد ضربات في قتال واحد في تاريخ وزن الريشة في يو إف سي (+507 ضد برايان أورتيغا)[73]
    - ثالث أكثر من حاول تسديد ضربات في قتال واحد في تاريخ وزن الريشة في يو إف سي (+434 ضد يائير رودريغيز)[73]

  - ثاني أكبر عدد من ضربات الرأس في قتال واحد في في تاريخ يو إف سي (+274 ضد كالفن كتار)[57]
    - ثالث أكبر عدد من ضربات الرأس في قتال واحد في في تاريخ يو إف سي (+254 ضد برايان أورتيغا)[57]
      - أكبر عدد من ضربات الرأس في قتال واحد في تاريخ وزن الريشة في يو إف سي (+274 ضد كالفن كتار)[73]
      - ثاني ثالث أكبر عدد من ضربات الرأس في قتال واحد في تاريخ وزن الريشة في يو إف سي (+254 ضد برايان أورتيغا)[73]

  - أكثر من سدد ضربات الجسم في قتال واحد في تاريخ يو إف سي (+119 ضد كالفن كتار)[73]
  - أكثر من سدد ضربات الجسم في جولة واحدة في تاريخ يو إف سي (+141 في الجولة 4 ضد كالفن كتار)[75]
    - ثاني أكثر من سدد ضربات في جولة واحدة في في تاريخ يو إف سي (+134 في الجولة 4 ضد برايان أورتيغا)[75]
      - أكثر من سدد ضربات مؤثرة في جولة واحدة في تاريخ وزن الريشة في يو إف سي (+141 في الجولة 4 ضد كالفن كتار)[76]
      - ثاني أكثر من سدد ضربات مؤثرة في جولة واحدة في تاريخ وزن الريشة في يو إف سي (+134 في الجولة 4 ضد برايان أورتيغا)[76]

  - ثاني أكثر من حاول تسديد ضربات في جولة واحدة في في تاريخ يو إف سي (+204 في الجولة 3 ضد خوسيه ألدو)[75]
    - ثالث أكثر من حاول تسديد ضربات في جولة واحدة في في تاريخ يو إف سي (+196 في الجولة 4 ضد برايان أورتيغا)[75]
    - رابع أكثر من حاول تسديد ضربات في جولة واحدة في في تاريخ يو إف سي (+191 في الجولة 4 ضد كالفن كتار)[75]
      - أكثر مقاتل محاولة للضربات المؤثرة في جولة واحدة في تاريخ فئة وزن الريشة في يو إف سي (+204 في الجولة 3 ضد خوسيه ألدو)[76]
      - ثاني أكثر مقاتل محاولة للضربات المؤثرة في جولة واحدة في تاريخ فئة وزن الريشة في يو إف سي (+196 في الجولة 4 ضد برايان أورتيغا)[76]
      - ثالث أكثر مقاتل محاولة للضربات المؤثرة في جولة واحدة في تاريخ فئة وزن الريشة في يو إف سي (+191 في الجولة 4 ضد كالفن كتار)[76]

  - أكثر من سدد ضربات إجمالية في جولة واحدة في تاريخ فئة وزن الريشة في يو إف سي (+141 في الجولة 4 ضد برايان أورتيغا)[76]
    - ثاني أكثر من سدد ضربات إجمالية في جولة واحدة في تاريخ فئة وزن الريشة في يو إف سي (+141 في الجولة 4 ضد كالفن كتار)[76]

  - ثاني أكثر من سدد محاولات ضربات إجمالية في جولة واحدة في تاريخ فئة وزن الريشة في يو إف سي (+212 في الجولة 3 ضد خوسيه ألدو)[75]
    - ثالث أكثر من سدد محاولات ضربات إجمالية في جولة واحدة في تاريخ فئة وزن الريشة في يو إف سي (+203 في الجولة 4 ضد برايان أورتيغا)[75]
    - رابع أكثر من سدد محاولات ضربات إجمالية في جولة واحدة في تاريخ فئة وزن الريشة في يو إف سي (+191 في الجولة 4 ضد كالفن كتار)[75]
      - أكثر من حاول الضرب إجمالاً في جولة واحدة في تاريخ فئة وزن الريشة في يو إف سي (+212 في الجولة 3 ضد خوسيه ألدو)[76]
      - ثاني أكثر من حاول الضرب إجمالاً في جولة واحدة في تاريخ فئة وزن الريشة في يو إف سي (+203 في الجولة 4 ضد برايان أورتيغا)[76]
      - ثالث أكثر من حاول الضرب إجمالاً في جولة واحدة في تاريخ فئة وزن الريشة في يو إف سي (+191 في الجولة 4 ضد كالفن كتار)[76]

  - جائزة مجتمع يو إف سي فورست غريفين لعام 2021[77]
- إكس-1 أحداث العالم
  - إكس-1 بطولة الوزن الخفيف (مرة واحدة؛ سابقا)
- جوائز فنون القتال المختلطة العالمية
  - جائزة تشارلز «ماسك» لويس لمقاتل عام 2017[78]
- إم إم إيه مانيا.كوم
  - يو إف سي/إم إم إيه «مقاتل العام» لعام 2017 – قائمة أفضل 5 #1[79]
- ريل سبورت
  - مقاتل العام 2017[80]
- بونديت أرينا
  - مقاتل العام 2017[81]
- إم إم إيه فايتينغ.كوم
  - مقاتل العام 2017[82]
- شبكة بيشوب سبورتس.كوم
  - مقاتل العام 2017[83]
- إم إم إيه ذي إن إيه.إن إل
  - أداء العام 2018 ضد برايان أورتيغا[84]
- شيردوغ
  - أفضل فوز لعام 2021 ضد كالفن كتار[85]
- إم إم إيه جونكي
  - 2023 قتال شهر أبريل ضد أرنولد ألين[86]

## سجل فنون القتال المختلطة
| السجل المهني |        |         |
| 35 نزال      | 27 فوز | 8 خسارة |
| ضربة قاضية   | 12     | 1       |
| إخضاع        | 2      | 1       |
| قرار القضاة  | 13     | 6       |

| النتيجة | السجل | الخصم               | الطريقة                             | الحدث                                              | التاريخ        | الجولة | الوقت | المكان                                  | الملاحظات |
| ------- | ----- | ------------------- | ----------------------------------- | -------------------------------------------------- | -------------- | ------ | ----- | --------------------------------------- | --- |
| فاز     | 27–8  | داستن بورييه        | قرار القضاة (بالإجماع)              | يو إف سي 318                                       | 19 يوليو 2025  | 5      | 5:00  | نيو أورلينز، لويزيانا، الولايات المتحدة | عاد للوزن الخفيف. حافظ على لقب الأشرس الرمزي.                                                                                          |
| خسر     | 26–8  | إيليا توبوريا       | ضربة قاضية (باللكمات)               | يو إف سي 308                                       | 26 أكتوبر 2024 | 3      | 1:34  | أبو ظبي، الإمارات العربية المتحدة       | على لقب بطولة يو إف سي لوزن الريشة |
| فاز     | 26–7  | جاستن غيثي          | ضربة قاضية (بلكمة)                  | يو إف سي 300                                       | 13 أبريل 2024  | 5      | 4:59  | لاس فيغاس، نيفادا، الولايات المتحدة     | نزال في الوزن الخفيف. فاز بلقب يو إف سي الرمزي «بي إم إف». عادل الرقم القياسي لأبعد إنهاء في تاريخ يو إف سي. أداء الليلة. قتال الليلة. |
| فاز     | 25–7  | تشان سونغ جونغ      | ضربة قاضية (لكمة)                   | يو إف سي على إي إس بي إن: هولواي ضد الزومبي الكوري | 26 أغسطس 2023  | 3      | 0:23  | كالانغ، سنغافورة                        | |
| فاز     | 24–7  | أرنولد ألين         | قرار القضاة (بالإجماع)              | يو إف سي على إي إس بي إن: هولواي ضد ألين           | 15 أبريل 2023  | 5      | 5:00  | كانساس سيتي، ميزوري، الولايات المتحدة   | |
| خسر     | 23–7  | ألكسندر فولكانوفسكي | قرار القضاة (بالإجماع)              | يو إف سي 276                                       | 2 يوليو 2022   | 5      | 5:00  | لاس فيغاس، نيفادا، الولايات المتحدة     | على لقب بطولة يو إف سي لوزن الريشة. |
| فاز     | 23–6  | يائير رودريغيز      | قرار القضاة (بالإجماع)              | يو إف سي ليلة القتال: هولواي ضد رودريغيز           | 13 نوفمبر 2021 | 5      | 5:00  | لاس فيغاس، نيفادا، الولايات المتحدة     | قتال الليلة. |
| فاز     | 22–6  | كالفن كتار          | قرار القضاة (بالإجماع)              | يو إف سي على أيه بي سي: هولواي ضد كتار             | 16 يناير 2021  | 5      | 5:00  | أبو ظبي، الإمارات العربية المتحدة       | قتال الليلة. |
| خسر     | 21–6  | ألكسندر فولكانوفسكي | قرار القضاة (بالانقسام)             | يو إف سي 251                                       | 12 يوليو 2020  | 5      | 5:00  | أبو ظبي، الإمارات العربية المتحدة       | على لقب بطولة يو إف سي لوزن الريشة. |
| خسر     | 21–5  | ألكسندر فولكانوفسكي | قرار القضاة (بالإجماع)              | يو إف سي 245                                       | 14 ديسمبر 2019 | 5      | 5:00  | لاس فيغاس، نيفادا، الولايات المتحدة     | خسر لقب بطولة يو إف سي لوزن الريشة. |
| فاز     | 21–4  | فرانكي إدغار        | قرار القضاة (بالإجماع)              | يو إف سي 240                                       | 27 يوليو 2019  | 5      | 5:00  | إدمونتون، ألبرتا، كندا                  | دافع عن لقب بطولة يو إف سي لوزن الريشة.                                                                                                |
| خسر     | 20–4  | داستن بورييه        | قرار القضاة (بالإجماع)              | يو إف سي 236                                       | 13 أبريل 2019  | 5      | 5:00  | أتلانتا، جورجيا، الولايات المتحدة       | على لقب بطولة يو إف سي للوزن الخفيف. قتال الليلة.                                                                                      |
| فاز     | 20–3  | برايان أورتيغا      | ضربة فنية قاضية (إيقاف الطبيب)      | يو إف سي 231                                       | 8 ديسمبر 2018  | 4      | 5:00  | تورونتو، أونتاريو، كندا                 | دافع عن لقب بطولة يو إف سي لوزن الريشة. أداء الليلة. قتال الليلة.                                                                      |
| فاز     | 19–3  | خوسيه ألدو          | ضربة فنية قاضية (باللكمات)          | يو إف سي 218                                       | 2 ديسمبر 2017  | 3      | 4:51  | ديترويت، ميشيغان، الولايات المتحدة      | دافع عن لقب بطولة يو إف سي لوزن الريشة.                                                                                                |
| فاز     | 18–3  | خوسيه ألدو          | ضربة فنية قاضية (باللكمات)          | يو إف سي 212                                       | 3 يونيو 2017   | 3      | 4:13  | ريو دي جانيرو، البرازيل                 | فاز ووحّد بطولة يو إف سي لوزن الريشة. قتال الليلة.                                                                                      |
| فاز     | 17–3  | أنطوني باتيس        | ضربة فنية قاضية (ركلة الجسم ولكمات) | يو إف سي 206                                       | 10 ديسمبر 2016 | 3      | 4:50  | تورونتو، أونتاريو، كندا                 | فاز بلقب بطولة يو إف سي لوزن الريشة المؤقت؛ أخفق باتيس بالوزن (148 رطل) ولم يكن مؤهلاً للفوز باللقب. أداء الليلة.                       |
| فاز     | 16–3  | ريكاردو لاماس       | قرار القضاة (بالإجماع)              | يو إف سي 199                                       | 4 يونيو 2016   | 3      | 5:00  | إنغليوود، كاليفورنيا، الولايات المتحدة  | |
| فاز     | 15–3  | جيريمي ستيفنز       | قرار القضاة (بالإجماع)              | يو إف سي 194                                       | 12 ديسمبر 2015 | 3      | 5:00  | لاس فيغاس، نيفادا، الولايات المتحدة     | |
| فاز     | 14–3  | تشارلز أوليفيرا     | ضربة فنية قاضية (إصابة بالمريء)     | يو إف سي ليلة القتال: هولواي ضد أوليفيرا           | 23 أغسطس 2015  | 1      | 1:39  | ساسكاتون، ساسكاتشوان، كندا              | |
| فاز     | 13–3  | كوب سوانسون         | إخضاع (خنق المقصلة)                 | يو إف سي على فوكس: ماتشيدا ضد روكهولد              | 18 أبريل 2015  | 3      | 3:58  | نيوآرك، نيو جيرسي، الولايات المتحدة     | أداء الليلة. |
| فاز     | 12–3  | كول ميلر            | قرار القضاة (بالإجماع)              | يو إف سي ليلة القتال: هندرسون ضد ثاتش              | 14 فبراير 2015 | 3      | 5:00  | بورمفيلد، كولورادو، الولايات المتحدة    | |
| فاز     | 11–3  | أكيرا كوراساني      | ضربة قاضية (باللكمات)               | يو إف سي ليلة القتال: نيلسون ضد ستوري              | 4 أكتوبر 2014  | 1      | 3:11  | ستوكهولم، السويد                        | أداء الليلة. |
| فاز     | 10–3  | كلاي كولارد         | ضربة فنية قاضية (باللكمات)          | يو إف سي ليلة القتال: هندرسون ضد دوس أنجوس         | 23 أغسطس 2014  | 3      | 3:47  | تلسا، أوكلاهوما، الولايات المتحدة       | نزال في الوزن الغير محدد (149 رطل). |
| فاز     | 9–3   | أندريه فيلي         | إخضاع (خنق المقصلة)                 | يو إف سي 172                                       | 26 أبريل 2014  | 3      | 3:39  | بالتيمور، ماريلاند، الولايات المتحدة    | |
| فاز     | 8–3   | ويل تشوب            | ضربة فنية قاضية (باللكمات)          | يو إف سي ليلة القتال: صفي الدين ضد ليم             | 4 يناير 2014   | 2      | 2:27  | خليج مارينا، سنغافورة                   | أفضل ضربة قاضية في الليلة. |
| خسر     | 7–3   | كونر ماكغريغور      | قرار القضاة (بالإجماع)              | يو إف سي ليلة القتال: شوغون ضد سونين               | 17 أغسطس 2013  | 3      | 5:00  | بوسطن، ماساتشوستس، الولايات المتحدة     | |
| خسر     | 7–2   | دينيس بيرموديز      | قرار القضاة (بالانقسام)             | يو إف سي 160                                       | 25 مايو 2013   | 3      | 5:00  | لاس فيغاس، نيفادا، الولايات المتحدة     | |
| فاز     | 7–1   | ليونارد غارسيا      | قرار القضاة (بالانقسام)             | يو إف سي 155                                       | 29 ديسمبر 2012 | 3      | 5:00  | لاس فيغاس، نيفادا، الولايات المتحدة     | |
| فاز     | 6–1   | جاستن لورانس        | ضربة فنية قاضية (باللكمات)          | يو إف سي 150                                       | 11 أغسطس 2012  | 2      | 4:49  | دنفر، كولورادو، الولايات المتحدة        | |
| فاز     | 5–1   | بات شيلينغ          | قرار القضاة (بالإجماع)              | نهائي المقاتل النهائي: مباشر                       | 1 يونيو 2012   | 3      | 5:00  | لاس فيغاس، نيفادا، الولايات المتحدة     | |
| خسر     | 4–1   | داستن بورييه        | إخضاع (شريط الذراع المثلث)          | يو إف سي 143                                       | 4 فبراير 2012  | 1      | 3:23  | لاس فيغاس، نيفادا، الولايات المتحدة     | أول ظهور في وزن الريشة. |
| فاز     | 4–0   | إدي رينكون          | قرار القضاة (بالإجماع)              | يو آي سي 4: الحرب على جزيرة الوادي                 | 1 يوليو 2011   | 3      | 5:00  | هونولولو، هاواي، الولايات المتحدة       | |
| فاز     | 3–0   | هاريس سارمينتو      | قرار القضاة (بالانقسام)             | إ-1: أبطال 3                                       | 12 مارس 2011   | 5      | 5:00  | هونولولو، هاواي، الولايات المتحدة       | فاز ببطولة إكس-1 للوزن الخفيف. |
| فاز     | 2–0   | برايسون كاماكا      | ضربة قاضية (باللكمات)               | إكس-1: فخر الجزيرة                                 | 6 نوفمبر 2010  | 1      | 3:09  | هونولولو، هاواي، الولايات المتحدة       | |
| فاز     | 1–0   | دوق سرقسطة          | قرار القضاة (بالإجماع)              | إكس-1: الأبطال                                     | 11 سبتمبر 2010 | 3      | 5:00  | هونولولو، هاواي، الولايات المتحدة       | أول ظهور في الوزن الخفيف |

## نزالات الدفع مقابل المشاهدة
| #  | الحدث        | النزال             | التاريخ        | المكان            | المدينة                                  | المبلغ      |
| -- | ------------ | ------------------ | -------------- | ----------------- | ---------------------------------------- | ----------- |
| 1. | يو إف سي 206 | هولواي ضد باتيس    | 10 ديسمبر 2016 | سكوتيابانك أرينا  | تورونتو، أونتاريو، كندا                  | 150،000     |
| 2. | يو إف سي 212 | ألدو ضد هولواي     | 3 يونيو 2017   | صالة إتش إس بي سي | ريو دي جانيرو، البرازيل                  | 200،000     |
| 3. | يو إف سي 218 | هولواي ضد ألدو 2   | 2 ديسمبر 2017  | ليتل سيزرز أرينا  | ديترويت، ميشيغان، الولايات المتحدة       | 230،000     |
| 4. | يو إف سي 231 | هولواي ضد أورتيغا  | 8 ديسمبر 2018  | سكوتيابانك أرينا  | تورونتو، أونتاريو، كندا                  | 300،000     |
| 5. | يو إف سي 236 | هولواي ضد بورييه 2 | 13 أبريل 2019  | ستيت فارم أرينا   | أتلانتا، جورجيا، الولايات المتحدة        | 100،000     |
| 6. | يو إف سي 240 | هولواي ضد إدغار    | 27 يوليو 2019  | روجرز بليس        | إدمونتون، ألبرتا، كندا                   | لم يُكشف عنه |
| 7. | يو إف سي 308 | توبوريا ضد هولواي  | 26 أكتوبر 2024 | اتحاد أرينا       | أبو ظبي، الإمارات العربية المتحدة        | لم يُكشف عنه |
| 8. | يو إف سي 318 | هولواي ضد بورييه 3 | July 19, 2025  | مركز سموثي كينج   | نيو أورليانز، لويزيانا، الولايات المتحدة | لم يُكشف عنه |

## وصلات خارجية
- ماكس هولواي على موقع يو إف سي (الإنجليزية)
- ماكس هولواي على موقع شيردوغ (الإنجليزية)
- ماكس هولواي على موقع Tapology.com (الإنجليزية)
- ماكس هولواي على موقع فايت ماتريكس (الإنجليزية)
- ماكس هولواي على موقع IMDb (الإنجليزية)
- ماكس هولواي على موقع قاعدة بيانات الفيلم (الإنجليزية)